# Leopold Steurer (Widerstandskämpfer)
Leopold Steurer (* 18. August 1921 in Wien; † 7. Februar 1944 in Brandenburg an der Havel) war ein österreichischer Arbeiter und Widerstandskämpfer gegen den Nationalsozialismus. Er wurde vom Volksgerichtshof zum Tode verurteilt und in Deutschland hingerichtet.

## Leben und Werk
Der Sohn eines Sattlers wuchs in Floridsdorf auf, absolvierte nach dem Pflichtschulabschluss eine dreijährige Schlosserlehre und fand 1939 eine Stelle in einer Glühlampenfabrik. Als Kind gehörte er den Kinderfreunden an. Ab Mitte der 1930er Jahre war er am Aufbau des Kommunistischen Jugendverbands (KJVÖ) und in einer Gewerkschaftsgruppe in Floridsdorf beteiligt. Nach dem Anschluss Österreichs wirkte er unter dem Decknamen „Bertl“ als einer der führenden Funktionäre des KJVÖ zunächst in Floridsdorf und Umgebung, später als Gebietsleiter mehrerer Wiener Bezirke. Er richtete den sogenannten Literaturapparat ein, der Herstellung und Verteilung von Flugschriften organisierte und Flugblätter auch an Frontsoldaten verschickte. Steurer unterhielt enge Verbindungen zu Funktionären der KPÖ sowie zu kommunistischen Betriebszellen, die auch nach seiner Einberufung zur deutschen Wehrmacht im Februar 1941 nicht abrissen. Am 14. Oktober 1942 wurde er festgenommen und am 29. Juli 1943 vom Volksgerichtshof wegen Vorbereitung zum Hochverrat zum Tode verurteilt. Er wurde im Zuchthaus Brandenburg-Görden hingerichtet.